# Wallace Menezes dos Santos
Wallace Menezes dos Santos (* 23. Juni 1998) ist ein brasilianischer Fußballspieler.

## Karriere
Wallace begann seine Karriere beim CS Sergipe. Für Sergipe kam er in der Saison 2018 zu sieben Einsätzen in der vierthöchsten brasilianischen Spielklasse. 2019 wechselte er zum CS Maruinense. Im Februar 2020 wechselte er nach Österreich zum Zweitligisten SC Austria Lustenau.
Sein Debüt für Lustenau in der 2. Liga gab er im selben Monat, als er am 17. Spieltag der Saison 2019/20 gegen den FC Dornbirn 1913 in der 80. Minute für Alexander Ranacher eingewechselt wurde. In zweieinhalb Jahren in Lustenau kam er zu 64 Zweitligaeinsätzen, in denen er elf Tore erzielte. Mit der Austria stieg er 2022 in die Bundesliga auf. Nach dem Aufstieg wechselte er zur Saison 2022/23 allerdings nach Kroatien zum HNK Gorica, bei dem er bis Juni 2025 unterschrieb.